# Sankt Martin-Karlsbach
Sankt Martin-Karlsbach är en kommun  i Österrike. Den ligger i distriktet Melk i förbundslandet Niederösterreich. Huvudorten St. Martin am Ybbsfelde ligger 100 km väster om huvudstaden Wien. 
Kommunen består av tre orter (Ortschaften) (inom parentes invånarantal 1 januari 2024):
- Ennsbach (378)
- Karlsbach (239)
- St. Martin am Ybbsfelde (1 004)